# La Cenicienta (Peña Hen)
La Cenicienta es una ópera infantil en tres cuadros con un libreto de Oscar Jara Azócar (1910-1988) puesto en metro músico por Jorge Peña Hen (1929-1973).

## Creación
La ópera se compuso con la intención de ser actuada y cantada exclusivamente por niños, basada en el tradicional cuento de Perrault, con textos del poeta chileno Oscar Azócar y música del compositor y Director de Orquesta chileno Jorge Peña Hen. Fue compuesta en el año 1966 y estrenada en la ciudad de La Serena (Chile) en 1967 por la Primera Orquesta Sinfónica Infantil de Chile y América Latina, bajo la batuta de su creador y director, el maestro Jorge Peña Hen, con el cuerpo de danza y el grupo de arte dramático de la Escuela que el mismo creara; hoy en día, Escuela de Música Jorge Peña Hen.

## Reparto del estreno
- La Cenicienta: Cecilia Ramos
- Príncipe: Carlos Cortés
- Hada Madrina: Carmen Castro
- Hermanastras: Patricia Iriarte y Viviana Larraguibel
- Gato: Jorge Omar Galleguillos

## Recepción
La Cenicienta fue puesta en escena en la ciudad de Bogotá (Colombia) durante la década del 80, cuando en Chile la obra musical del maestro Peña Hen estaba prohibida por la dictadura de Pinochet. En el año 1998, a 25 años del asesinato del músico y en el marco de los homenajes que la ciudad de La Serena rindió a su Hijo Ilustre, se presentó la opera, con un elenco de niños cantores y coro de la Escuela Jorge Peña Hen y la Orquesta de profesores de esa ciudad. 
En 2005, después de una selección mundial de Cenicientas para niños, resultó elegida por Fondazione Teatro La Fenice de Venecia (Italia) y fue puesta en escena con los niños cantores del Conservatorio de Trento, realizándose exitosas presentaciones en Trento, Verona y Venecia (Teatro Malibran, 2005). 
En 2004 Maria Fedora, artista y diseñadora, hija de Jorge Peña Hen,cumplió un sueño al ganar un Proyecto Fondart y homenajear a su padre, dirigiendo el diseño, montaje y puesta en escena de la Opera Infantil, con la OSEM de la Fundación de Orquestas Juveniles y sesenta niños cantores y coros de colegios de la capital, con exitosas funciones en el teatro de la Universidad de Chile (2005). La gran calidad musical de la ópera y el impacto social de la misma, sumado a la excelencia del montaje, le valió ser seleccionada, entre los proyectos de mayor envergadura y quedar registrado en el Libro de Memoria Cultural del CONACA (2006).
- 1967 Estreno en Teatro del Liceo de Niñas de La Serena (Hoy teatro Municipal), bajo la batuta de su creador y director el maestro Jorge Peña Hen y la Orquesta Sinfónica Infantil "Pedro Humberto Allende", pionera en Chile y América Latina. Luego se presentó en Teatro Municipal de Santiago, Viña, Concepción y principales escenarios del país.
- 1986 Montaje realizado en Bogotá, en Colombia.
- 1998 montaje realizado en La Serena, por los niños de la Escuela de Música Jorge Peña Hen y la Orquesta de la Universidad de La Serena, bajo la batuta del maestro Agustín Cullel.
- 2004 Fue seleccionada entre las óperas infantiles de "La Cenicienta" en el mundo, para ser montada y puesta en escena en Venecia, Italia. Se presentó en el Conservatorio de Trento, en Teatro Arenas de Verona y Teatro Malebrán de la Fondazione La Fenice en Venecia, Italia.
- 2005 Montaje y puesta en Escena con elenco y coro de niños del Liceo San Francisco de San Ramón, coro infantil de Colegio Trewehla's y OSEM (Orquesta Sinfónica Estudiantil Metropolitana) de la FOJI con la dirección musical de Felipe Hidalgo Harris y el diseño y reggie de la artista María Fedora Peña, hija del compositor, en el Teatro de la Universidad de Chile, en Santiago de Chile.